# Buffalo Fork Peak
Der Buffalo Fork Peak (nach dem Buffalo Fork), häufig auch als North Breccia Cliffs bezeichnet, ist ein Berg in der südlichen Absaroka Range in den Rocky Mountains. Er hat eine Höhe von 3426 m und befindet sich unweit des Togwotee Passes im Teton County des US-Bundesstaates Wyoming. Der Gipfel liegt am südwestlichen Rand der Teton Wilderness, die Teil des Bridger-Teton National Forest ist.

## Lage und Umgebung
Der Buffalo Fork Peak befindet sich knapp fünf Kilometer nördlich des Togwotee Passes, der das vom Snake River durchflossene Tal Jackson Hole im Westen mit dem Tal des Wind Rivers im Osten verbindet und vom U.S. Highway 26/287 überquert wird. Der Pass ist Teil der Nordamerikanischen Kontinentalen Wasserscheide, der Berg liegt etwa sieben Kilometer westlich von dieser. Auch der Continental Divide Trail, ein Fernwanderweg, der dem Verlauf der Kontinentalen Wasserscheide folgt, verläuft östlich des Buffalo Fork Peak. Nach Westen fällt der Gipfelbereich mit den sogenannten Breccia Cliffs sehr steil und felsig ab, auch nach Norden zeigt er steile Wände. Im Süden schließt sich der Breccia Peak (3356 m) an, der über eine Scharte mit dem Buffalo Fork Peak verbunden ist, im Nordwesten verläuft der Grat weiter bis zum Angle Mountain (3237 m). Das Bergmassiv des Buffalo Fork Peak bildet die südliche Grenze der Absaroka Range, südlich des Togwotee Passes schließen sich die nördlichen Ausläufer von Wind River Range und Gros Ventre Range an.

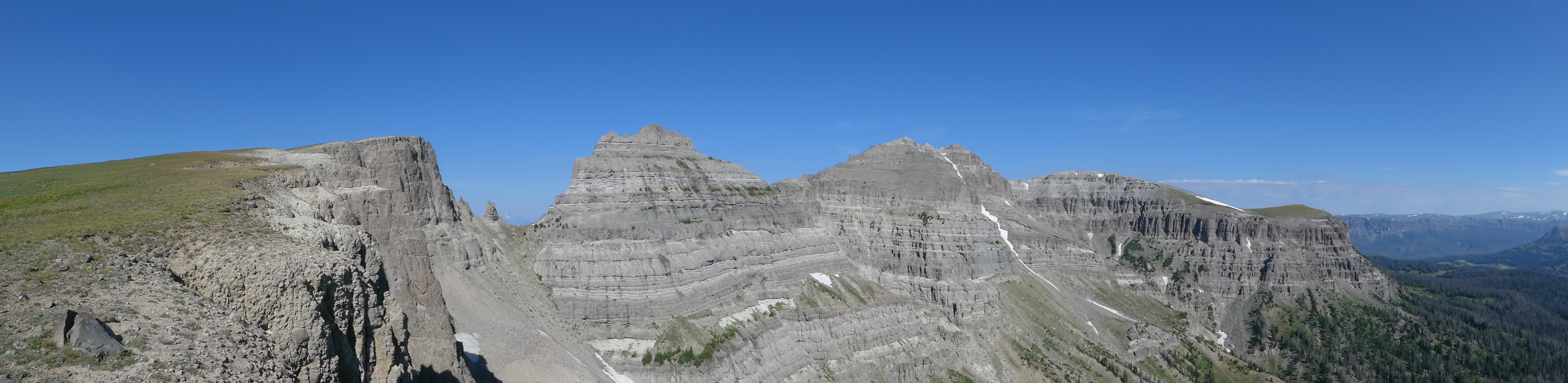
Breccia Peak (links) und Buffalo Fork Peak (rechts) vom Ostgrat des Breccia Peaks

Westlich des Berges gibt es bis zur mehr als 50 Kilometer entfernten Teton Range keine höheren Berge mehr. Der Buffalo Fork Peak erreicht eine Schartenhöhe von 634 m und weist zu den 3510 m hohen Pinnacle Buttes eine Dominanz von knapp 10,7 km auf.

## Alpinismus
Im Gegensatz zu Breccia Peak oder Angle Mountain ist eine Besteigung des Buffalo Fork Peaks technisch anspruchsvoll. Vom Holmes Cave Trailhead nahe den Blackrock Meadows am U.S. Highway 26/287 kann der Buffalo Fork Peak zunächst über den Holmes Cave Trail und zum Schluss über anspruchsvolle Kletterei weglos erreicht werden. Eine Besteigung des Gipfels über die Scharte zwischen Breccia Peak und Buffalo Fork Peak ist nicht zu empfehlen.

## Belege
1. 1 2  Peakbagger: North Breccia Cliffs. Abgerufen am 14. September 2021.
2. ↑  Peakbagger: Southern Absaroka Range. Abgerufen am 14. September 2021.
3. ↑  Naturalatlas: Holmes Cave Trailhead. Abgerufen am 14. September 2021 (englisch).
4. ↑  Summitpost: Breccia Peak. Abgerufen am 14. September 2021.